# Pittsburg
Pittsburg je město ve Spojených státech amerických. Nachází se v okrese Contra Costa County ve státě Kalifornie. Ve městě žije přibližně 76 tisíc obyvatel a jeho rozloha činí 49,6 km². Město bylo založeno roku 1849. Nachází se na jižním pobřeží Suisun Bay v oblasti zvané East Bay. Sousedí s městem Antioch.
Město bylo pojmenováno po městě Pittsburgh v Pensylvánii. Město je významné pro svůj průmysl.

## Rodáci
- Pete Escovedo (* 1935) – americký perkusionista

## Partnerská města
- Wen-čou, Čína